# Liste des dirigeants du Lightning de Tampa Bay
Le Lightning de Tampa Bay est une franchise de la Ligue nationale de hockey depuis l'expansion de la Ligue en 1992.

Cette page répertorie les propriétaires et le personnel dirigeant de l'équipe depuis cette première saison.

## Propriétaire et Personnel dirigeant par saison
| Saison    | Propriétaire | Directeur Général                                                                             | Assistants du directeur général                                                                         |
| --------- | --- | --------------------------------------------------------------------------------------------- | --- |
| 1992-1993 | Takashi Okubo | Philip Esposito                                                                               | John Chapman                                                                                            |
| 1993-1994 | Takashi Okubo | Philip Esposito                                                                               | |
| 1994-1995 | Takashi Okubo | Philip Esposito                                                                               | Don Murdoch                                                                                             |
| 1995-1996 | Takashi Okubo | Philip Esposito                                                                               | Don Murdoch                                                                                             |
| 1996-1997 | Takashi Okubo | Philip Esposito                                                                               | Don Murdoch                                                                                             |
| 1997-1998 | Takashi Okubo | Philip Esposito                                                                               | Don Murdoch                                                                                             |
| 1998-1999 | Art Williams William Davidson | Jacques Demers                                                                                | Anthony Esposito Jay Feaster Don Murdoch                                                                |
| 1999-2000 | William Davidson | Richard Dudley                                                                                | Jay Feaster Jake Goertzen                                                                               |
| 2000-2001 | William Davidson | Richard Dudley                                                                                | Jay Feaster Jake Goertzen                                                                               |
| 2001-2002 | William Davidson | Richard Dudley (jusqu'au 10 février 2002) Jay Feaster(à partir du 10 février 2002)            | Jay Feaster (jusqu'au 10 février 2002) Jake Goertzen                                                    |
| 2002-2003 | William Davidson | Jay Feaster                                                                                   | William Barber Jake Goertzen Rick Paterson                                                              |
| 2003-2004 | William Davidson | Jay Feaster                                                                                   | William Barber Jake Goertzen Rick Paterson                                                              |
| 2004-2005 | William Davidson | Jay Feaster                                                                                   | William Barber Jake Goertzen Rick Paterson                                                              |
| 2005-2006 | William Davidson | Jay Feaster                                                                                   | William Barber Jake Goertzen Claude Loiselle                                                            |
| 2006-2007 | William Davidson | Jay Feaster                                                                                   | William Barber Jake Goertzen Claude Loiselle                                                            |
| 2007-2008 | William Davidson | Jay Feaster                                                                                   | William Barber Jake Goertzen Claude Loiselle                                                            |
| 2008-2009 | Len Barrie, Russell Belinsky, Mark Burg, Oren Koules, Richard Lehman, Irwin Novack, Craig Sher, Jordan Zimmerman                                                                   | Brian Lawton                                                                                  | Jim Hammett Sean Henry Thomas Kurvers Claude Loiselle                                                   |
| 2009-2010 | Len Barrie, Russell Belinsky, Mark Burg, Oren Koules, Richard Lehman, Irwin Novack, Craig Sher, Jordan Zimmerman (jusqu'au 5 février 2010) Jeff Vinik (à partir du 5 février 2010) | Brian Lawton (jusqu'au 12 avril 2010) Thomas Kurvers (à partir du 12 avril 2010 - Ad Interim) | Jim Hammett Sean Henry Thomas Kurvers (jusqu'au 12 avril 2010) Brian Lawton (à partir du 12 avril 2010) |
| 2010-2011 | Tod Leiweke Jeff Vinik | Stephen Yzerman                                                                               | Julien BriseBois Thomas Kurvers Al Murray Patrick Verbeek                                               |
| 2011-2012 | Tod Leiweke Jeff Vinik | Stephen Yzerman                                                                               | Julien BriseBois Al Murray Steve Thomas Patrick Verbeek                                                 |
| 2012-2013 | Tod Leiweke Jeff Vinik | Stephen Yzerman                                                                               | Julien BriseBois Al Murray Steve Thomas Patrick Verbeek                                                 |
| 2013-2014 | Tod Leiweke Jeff Vinik | Stephen Yzerman                                                                               | Julien BriseBois Al Murray Stacy Roest Patrick Verbeek                                                  |
| 2014-2015 | Jeff Vinik | Stephen Yzerman                                                                               | Julien BriseBois Al Murray Stacy Roest Patrick Verbeek                                                  |
| 2015-2016 | Jeff Vinik | Stephen Yzerman                                                                               | Julien BriseBois Al Murray Stacy Roest Patrick Verbeek                                                  |
| 2016-2017 | Jeff Vinik | Stephen Yzerman                                                                               | Julien BriseBois Al Murray Stacy Roest Patrick Verbeek                                                  |
| 2017-2018 | Jeff Vinik | Stephen Yzerman                                                                               | Julien BriseBois Al Murray Stacy Roest Patrick Verbeek                                                  |
| 2018-2019 | Jeff Vinik | Julien BriseBois                                                                              | Al Murray Jamie Pushor Stacy Roest Patrick Verbeek                                                      |
| 2019-2020 | Jeff Vinik | Julien BriseBois                                                                              | Jean-Philippe Côté Mathieu Darche Al Murray Jamie Pushor Stacy Roest                                    |
| 2020-2021 | Jeff Vinik | Julien BriseBois                                                                              | Jean-Philippe Côté Mathieu Darche Al Murray Jamie Pushor Stacy Roest                                    |
| 2021-2022 | Jeff Vinik | Julien BriseBois                                                                              | Jean-Philippe Côté Mathieu Darche Al Murray Jamie Pushor Stacy Roest                                    |